# علوفه

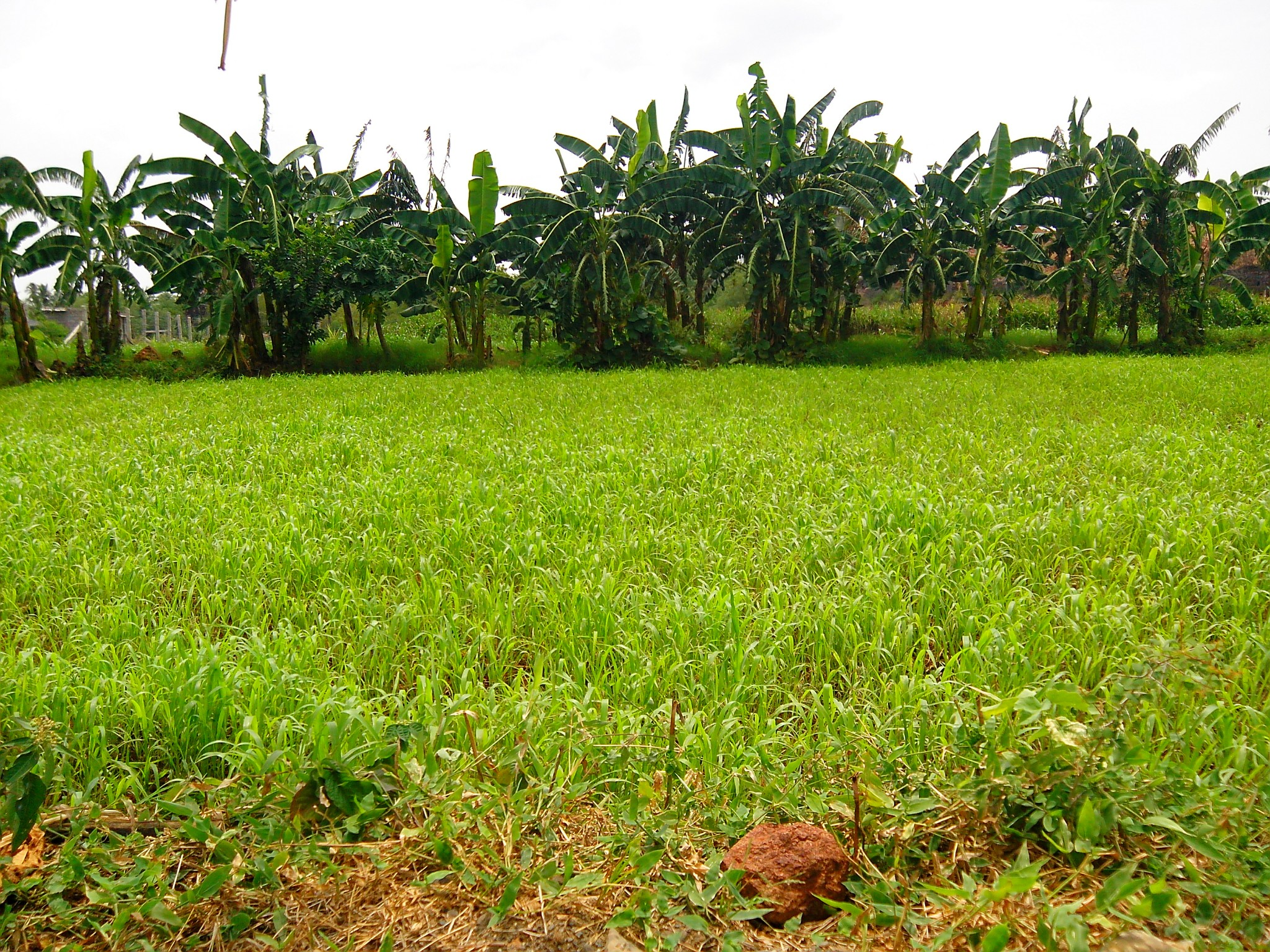
سورگوم رشدیافته به عنوان محصول علوفه‌ای

علوفه (به انگلیسی: Forage)، یک ماده گیاهی (عمدتاً برگ و ساقه گیاه) است که توسط چرای دام مصرف می‌شود. از نظر تاریخی، اصطلاح علوفه فقط به معنای گیاهانی است که جانوران به‌طور مستقیم به عنوان چراگاه، بقایای محصول یا غلات نارس خورده می‌شوند، اما این اصطلاح به‌طور آزادتر برای گیاهان مشابهی که برای علوفه بریده شده و برای بیشتر جانوران منتقل می‌شوند، به ویژه به عنوان یونجه یا سیلو استفاده می‌شود.

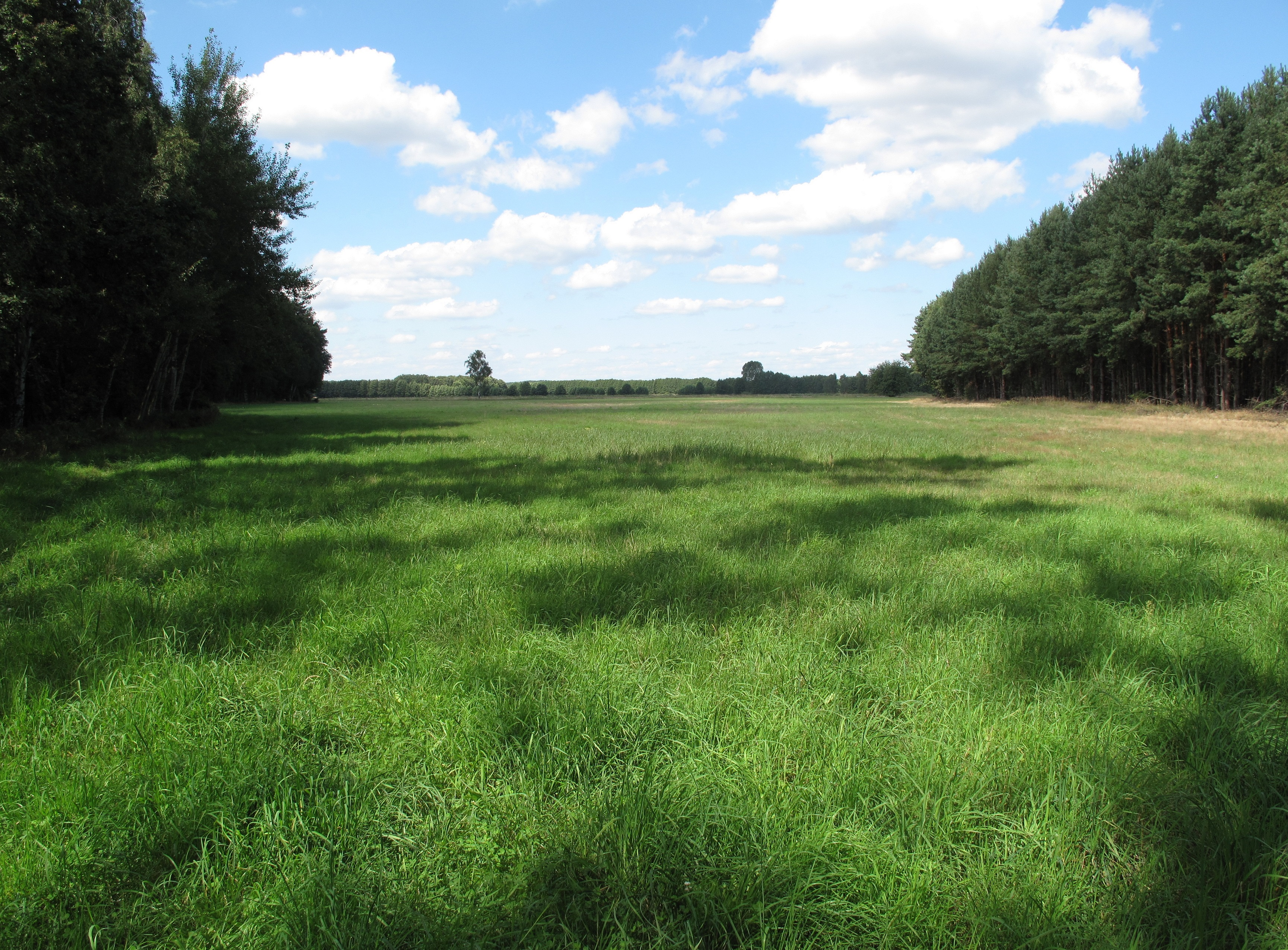
چمنزار چچم چندساله (Lolium perenne)